# Sin autotune
Sin autotune (estilizado en mayúsculas) es una canción de la cantante y bailarina española Lola Índigo, publicada oficialmente el 27 de marzo de 2025 a través de Universal Music Spain como sencillo número tres de su cuarto álbum de estudio, Nave dragón.

## Antecedentes y composición
Mimi anunció su versión en EP el 10 de junio de 2024 (un año antes), coincidiendo con la salida de La reina. Ese mismo año, todos los adelantos del EP fueron publicados a través del mismo año. Su canción 1000 cosas, se presentó en la gala final de Operación Triunfo 2024 y su canción de La reina fue estrenada en el Share festival de Barcelona. 1000 cosas superó el número 2 del ranking y La reina permaneció en el número 4 en la lista de éxitos de España. Sin autotune está compuesta con una clave de Si bemol menor con un tempo de 100 PPP en tiempo común. Sigue una progresión de acordes de Cm9: Sol♭, Si♭, Re♭, La♭, Re♭ y La♭. Y las voces de Índigo abarcan de C9 a B♭7.

## Video musical
El video musical coincidió un día después de su lanzamiento de álbum. Fue grabado en un pabellón, no se sabe el lugar, pero aparece Lola Índigo practicando algunos pasos de baile, sobretodo con sus compañeros. También se le puede ver encapuchada con un vestido rojo, y también cantando con un micrófono.

## Posicionamiento en las listas
| País   | Listas                         | Mejor posición | Refs. |
| ------ | ------------------------------ | -------------- | ----- |
| España | Promusicae (Top 100 Canciones) | 20             | [ 6 ] |
| España | PROMUSICAE                     | 36             | [ 7 ] |